# Kaja Kallas
Kaja Kallas (sinh ngày 18 tháng 6 năm 1977) là một chính trị gia người Estonia, giữ chức Thủ tướng Estonia kể từ ngày 26 tháng 1 năm 2021, trở thành người phụ nữ đầu tiên đảm nhiệm vị trí này. Bà là lãnh đạo của Đảng Cải cách từ năm 2018 và là Thành viên của Riigikogu từ năm 2019 và trước đó là từ năm 2011 đến năm 2014.
Kallas từng là Thành viên của Nghị viện Châu Âu từ năm 2014 đến 2018, đại diện cho Liên minh các Đảng Tự do và Dân chủ cho Châu Âu. Trước khi tham gia chính trường, bà là luật sư chuyên về luật cạnh tranh của Châu Âu và Estonia.

## Tuổi thơ và giáo dục
Sinh tại Tallinn ngày 18 tháng 6 năm 1977, Kaja Kallas là con gái của Siim Kallas, người từng là Thủ tướng thứ 14 của Estonia và sau đó là Ủy viên châu Âu. Trong thời gian bị Liên Xô trục xuất khỏi Estonia, mẹ cô Kristi, lúc đó mới 6 tháng tuổi, bị trục xuất đến Siberia cùng mẹ và bà trong một chiếc xe chở gia súc và sống ở đó cho đến khi bà 10 tuổi. Ông nội của Kallas là Eduard Alver, là một trong những người thành lập Cộng hòa Estonia vào ngày 24 tháng 2 năm 1918 và là lãnh đạo đầu tiên của Cảnh sát Estonia từ năm 1918 đến ngày 24 tháng 5 năm 1919.
Kallas tốt nghiệp Đại học Tartu năm 1999 với bằng Cử nhân luật. Từ năm 2007, cô theo học Trường Kinh doanh Estonian, lấy bằng kinh tế EMBA (Thạc sĩ Quản trị Kinh doanh) năm 2010. Bà đã kết hôn và có ba người con.